# Robert Cami
Pour les articles homonymes, voir Cami.
Robert Cami, né le 1er janvier 1900 à Bordeaux et mort le 12 janvier 1975 à Sermaise (Essonne),,, est un dessinateur, graveur (buriniste, aquafortiste et graveur sur bois), graveur de médailles et de timbres français. Quoique rarement dit artiste peintre, il le fut également, notamment par l'importante œuvre sur zinc qui lui valut une médaille d'or à l'Exposition universelle de 1937.

## Biographie

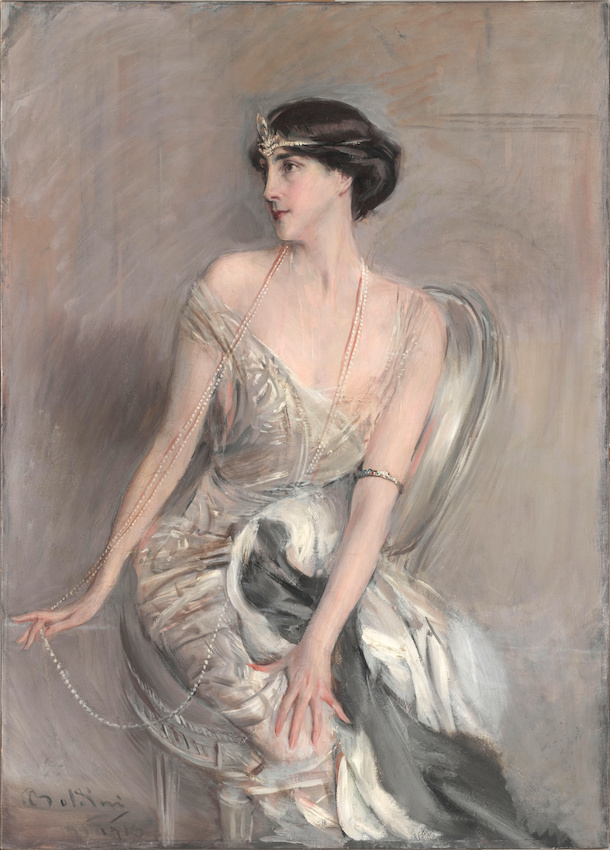
Florence Blumenthal.

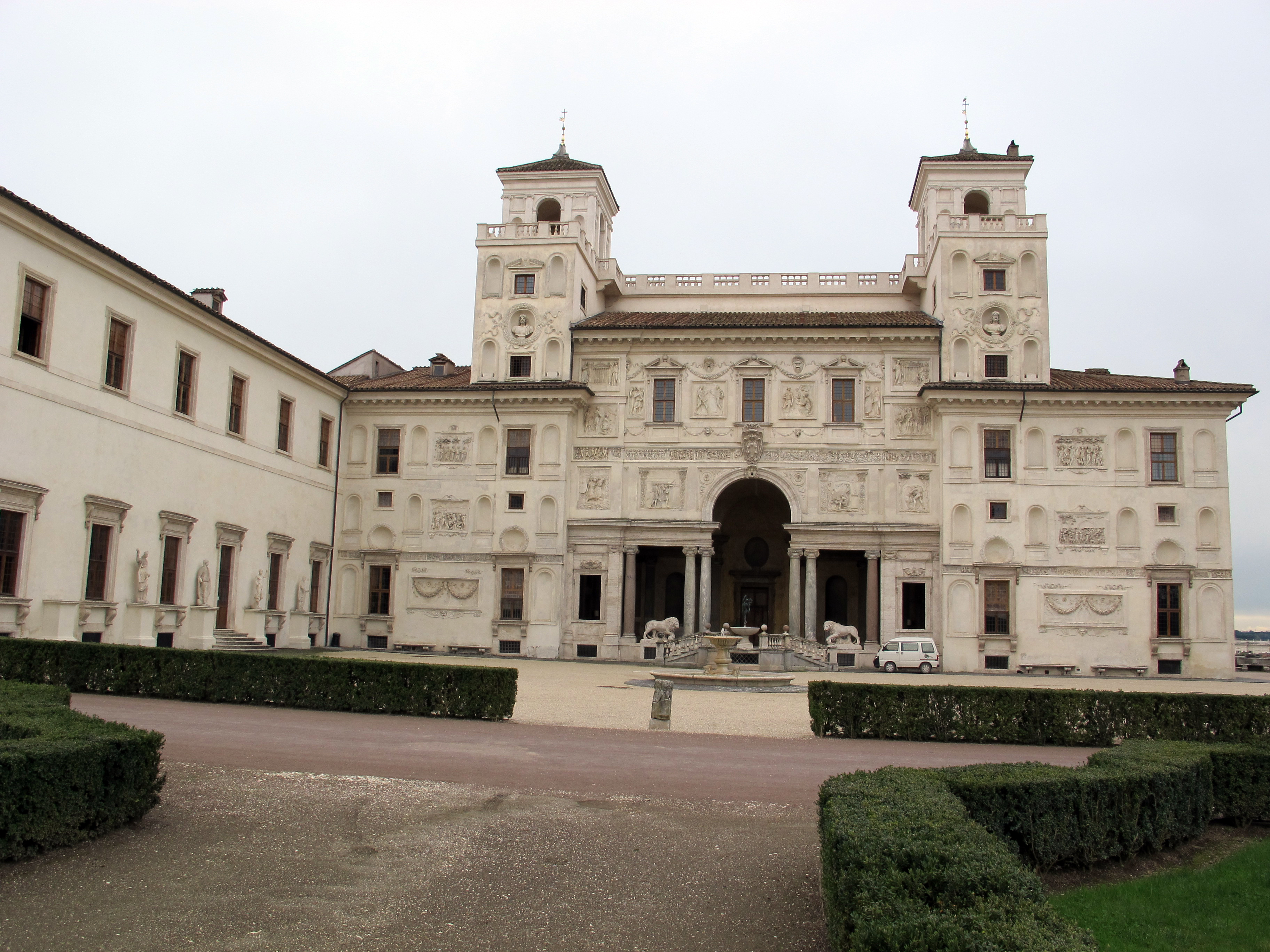
Villa Médicis, Rome.

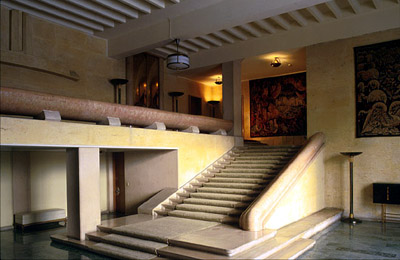
Ambassade de France au Canada, Ottawa.

Robert Cami naît du mariage de Justin Cami, commissionnaire en bestiaux à Bordeaux, et de Marguerite Lhoste. En même temps que ses parents le placent comme garçon-boucher, il suit les cours du soir du peintre Paul Quinsac à l'École des beaux-arts de Bordeaux où l'absence de formation à la gravure lui fait obtenir une bourse pour Paris où, à l'École nationale supérieure des beaux-arts, il a pour maîtres François Flameng, Auguste Laguillermie, Charles Albert Waltner et Lucien Simon, il devient rapidement un dessinateur et un graveur reconnu.
Il reçoit le 2e Second Prix de Rome de gravure en 1922, le 1er Second Prix de Rome en 1924, le prix de gravure de la fondation franco-américaine Florence Blumenthal en 1926 et le premier grand prix de Rome de gravure en 1928, résidant de la sorte à la villa Médicis de Rome de 1929 à 1932.
De 1932 à 1942, il est professeur à l’École des beaux-arts de Bordeaux.
En 1938, il réalise avec Jean Prouvé la décoration, intitulée Les Métiers, des portes de bronze du grand salon de l'ambassade de France à Ottawa. Il épouse en 1940 Camille Berg (1904-1991), peintre, graveur et illustratrice avec qui il s'installe en 1942 au 68, boulevard Soult dans le 12e arrondissement de Paris (elle sera habituée des principaux salons parisiens - leurs noms et leur adresse apparaissent ainsi dans le catalogue du Salon des Tuileries de 1944 - et illustrera notamment des livres d'Émile Verhaeren et d'Armand Lanoux).
C'est donc en 1942 qu'il se rend à Paris où, à partir de 1945, il occupe le poste de professeur à l’École nationale supérieure des beaux-arts, y demeurant chef d'atelier de gravure en taille-douce de 1945 à 1970 et y formant de nombreux élèves. En 1950, il est installé au 8, rue de Quatrefages.

## Œuvre

### Médailles

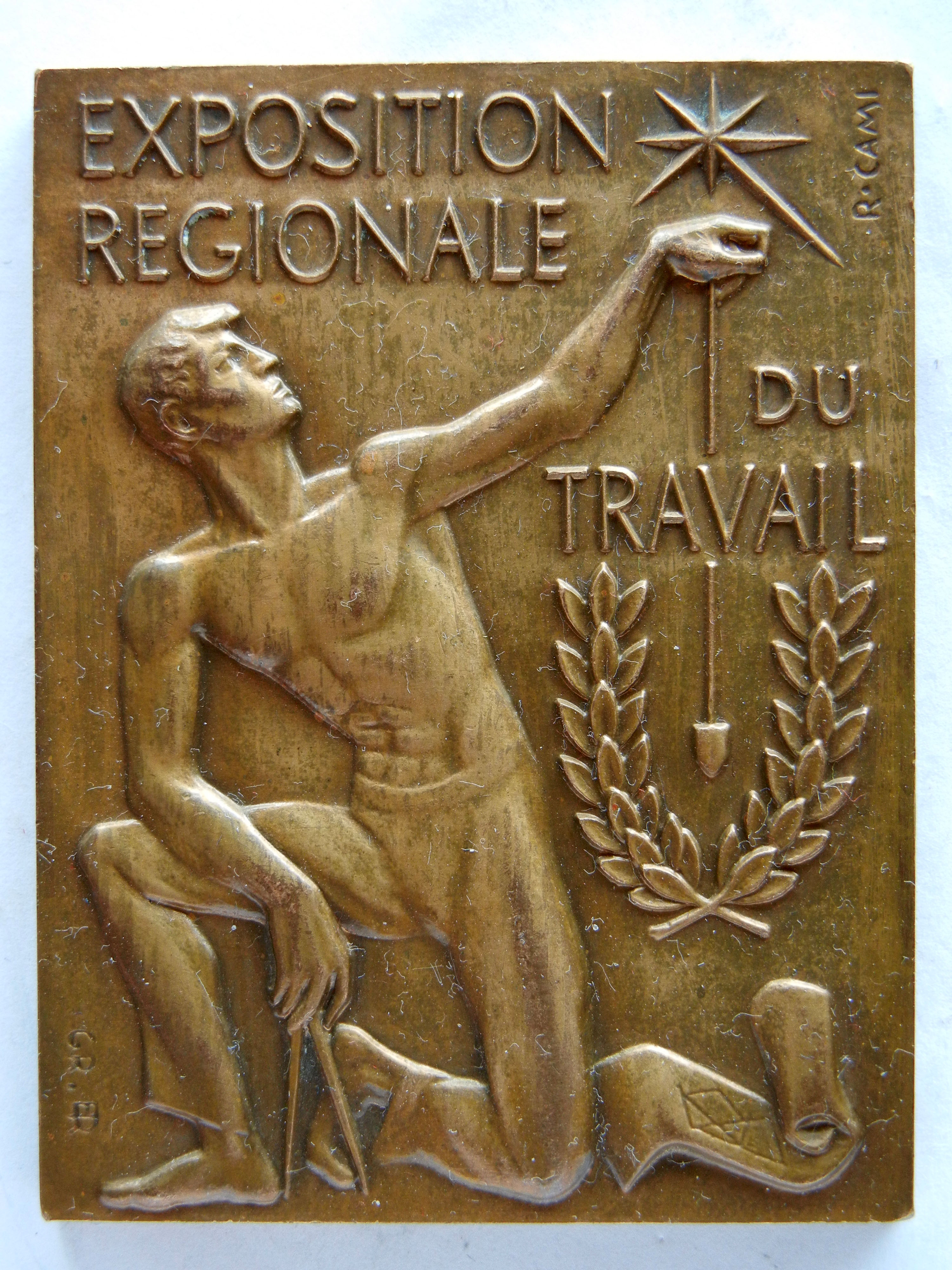
Médaille de l'Exposition régionale du travail ; recto…
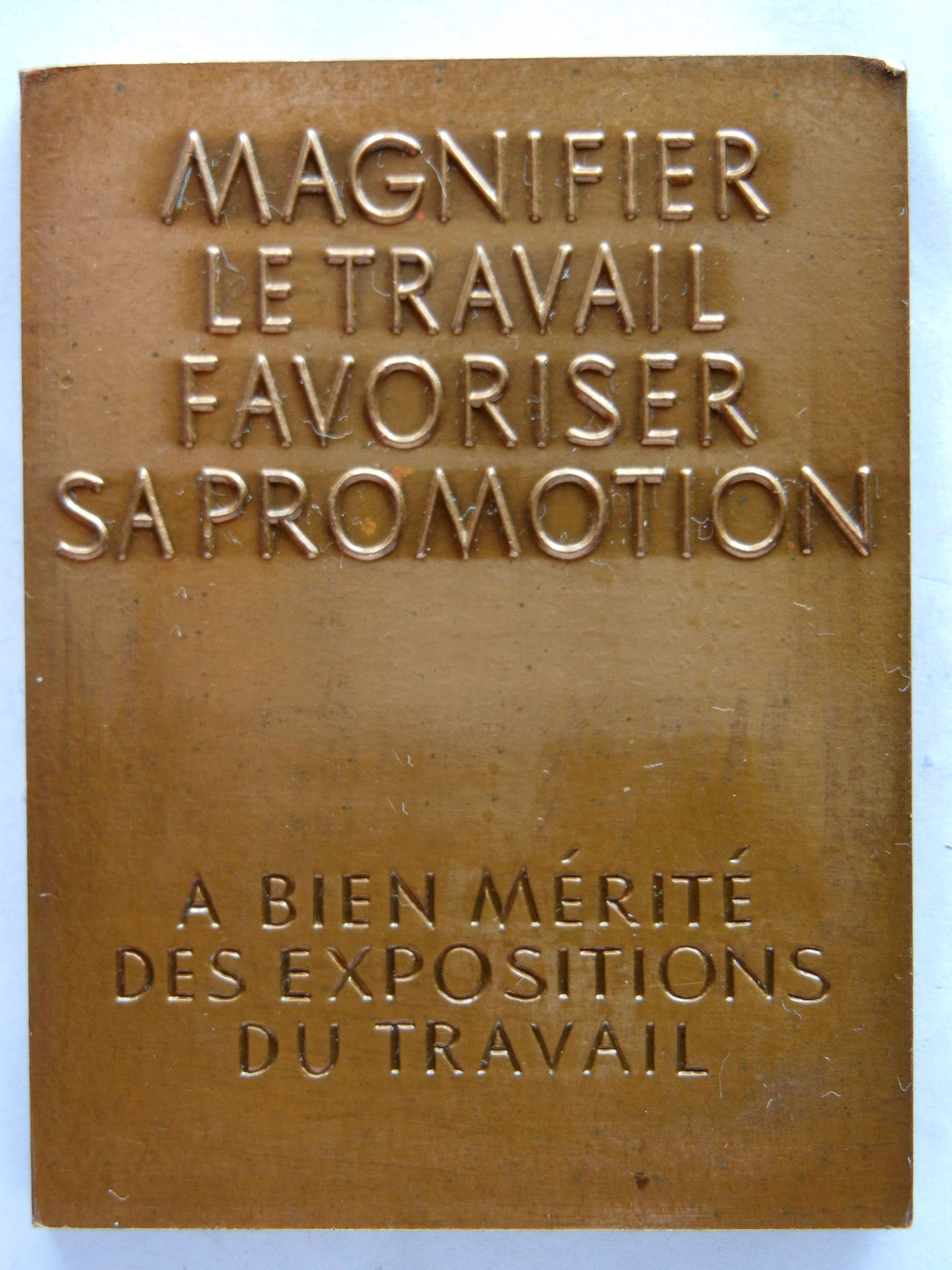
… et verso (graveur Robert Cami).

### Gravure de timbres

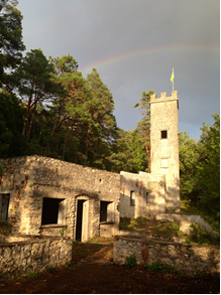
La première auberge de jeunesse de France initiée par Marc Sangnier, Boissy-la-Rivière.

#### France
En tant que graveur de timbres, l'activité de Robert Cami est principalement consacrée à la France,,. Il a réalisé dans la série « Héros de la Résistance » (1957-1961) un timbre de 20 F sur Jean-Baptiste Lebas (maire de Roubaix et ancien ministre des PTT), en 1957, et un autre de 20 F sur Gilbert Médéric-Védy (résistant de Cherbourg), en 1959.
Il dessine et grave un timbre de 0,15 F, émis le 18 janvier 1960, représentant la cathédrale Notre-Dame de Laon. Le timbre, qui en présente une vue d'ensemble de l'extérieur, est tiré à environ 32,7 millions d'exemplaires puis retiré de la vente le 19 mai 1962.
Il dessine et grave un timbre de 0,20 F représentant Marc Sangnier et l'Auberge de jeunesse de Boissy-la-Rivière (première auberge de jeunesse de France), ainsi qu'une autre gravure sur le même sujet pour des enveloppes philatéliques éditées pour le premier jour d'émission de ce timbre le 5 novembre 1960.
En 1961, il dessine et grave un timbre de 0,50 F émis pour le centenaire de la station balnéaire de Deauville.
En 1963, il grave le château d'Amboise, pour un timbre-poste de 0,30 F dessiné par Pierrette Lambert.
En 1973, il dessine et grave un timbre de 0,40 F sur le raton-laveur de la Guadeloupe et un autre de 0,60 F sur les cigognes d'Alsace.
En 1974, il dessine et grave un timbre de 0,65 F sur le tatou géant de la Guyane ainsi qu'un timbre de 2,00 F consacré à un tableau de Philippe de Champaigne, représentant le cardinal de Richelieu.

#### Territoires français d'outre-mer
En 1957, année géophysique internationale, il dessine et grave les deux timbres de poste aérienne de 50 F et 100 F représentant des manchots empereurs de Terre Adélie pour les Terres australes et antarctiques françaises. L'explorateur Charles Gaston Rouillon, alors responsable des Expéditions polaires françaises, en fit éditer en 8 000 exemplaires une carte postale dont la vente était destinée à financer le film de Jacques Masson Continent blanc,.
Sa signature figure également sur des timbres des territoires français d'outre-mer de l'Union puis de la Communauté française, dont les deux émissions omnibus du dixième anniversaire de la Déclaration universelle des droits de l'homme en 1958 et des dix ans de la Commission de coopération technique africaine en 1960.

#### Autres pays indépendants
Robert Cami travaille aussi pour les postes d'autres pays.
En 1965, il grave la nouvelle série d'usage courant du Luxembourg à partir d'une photographie du Grand-Duc Jean par Édouard Kutter, qui servit jusqu'en 1991.
Il grave un timbre du Royaume du Laos émis le 21 février 1967 représentant un motif religieux de la pagode Xiengthong, timbre d'une valeur faciale de 50 kips dessiné par S. Rodboon.

### Livres illustrés

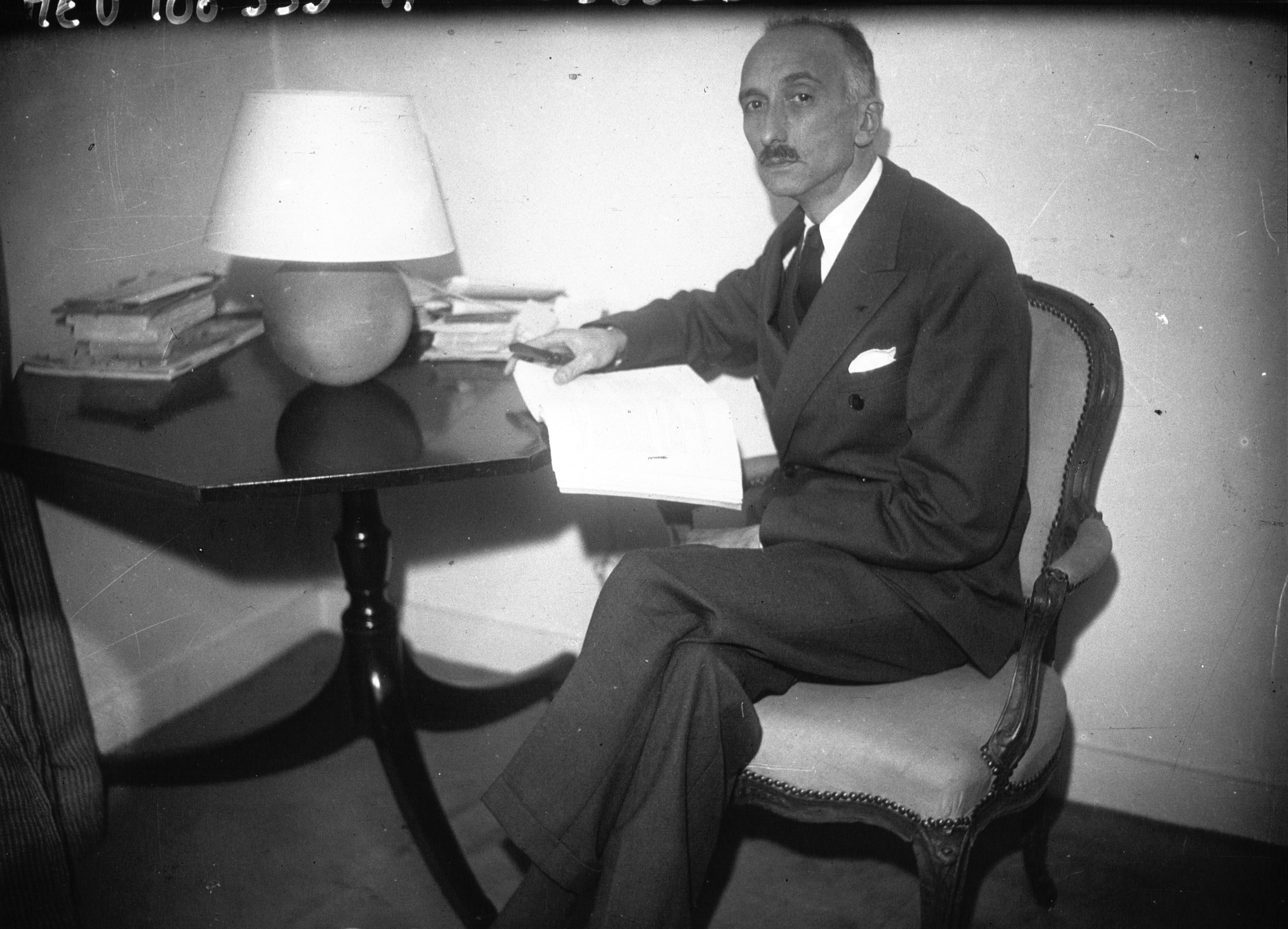
François Mauriac.

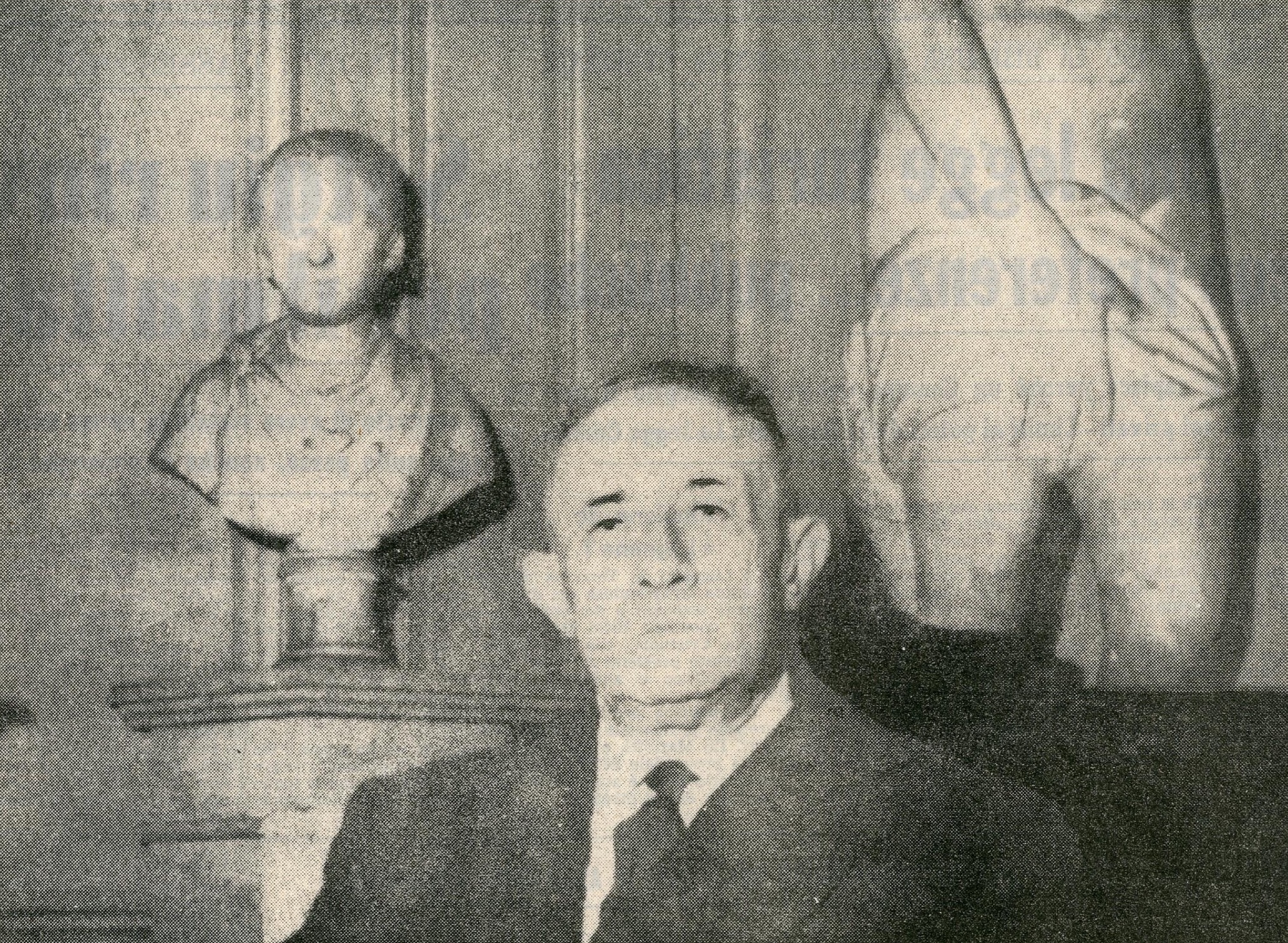
Henry de Montherlant.

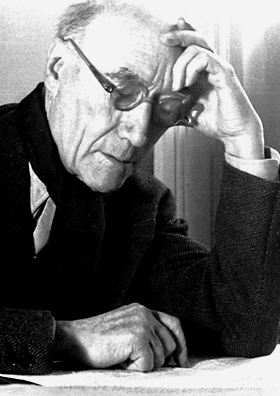
André Gide.

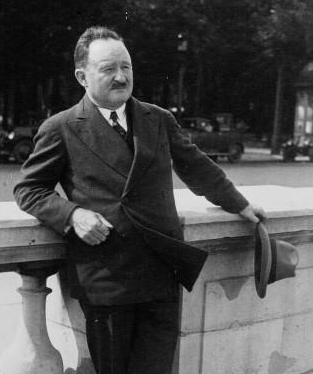
André Demaison.

- Fernande Lhérisson, Madame Lafarge, écrivain romantique, couverture et frontispice de Robert Cami, Éditions Delmas, Bordeaux, 1934.
- Émile Dacier, Trésors de la Bibliothèque municipale de Bordeaux, burin original et illustrations en noir hors texte par Robert Cami, publié dans le cadre du deuxième centenaire de la Bibliothèque municipale de Bordeaux, Les Trésors des bibliothèques de France, 1936.
- Comtesse de Ségur, Les Deux Nigauds, 42 dessins dans et hors texte par Robert Cami, Librairie L'École, 1938.
- Comtesse de Ségur, Mémoires d'un âne, 42 dessins dans et hors texte par Robert Cami, Librairie L'École, 1938.
- Robert Cami, Bordeaux dans la nation française, illustré par l'auteur de figures dans et hors texte, Éditions Delmas, Bordeaux, 1939.
- François Mauriac, Jacques d'Welles, Michel Lhéritier, Gabriel Lemaignère, André Masson, F. Aussaresses, Raymond Ritter (avant-propos d'Adrien Marquet), Bordeaux dans la nation française, couvertures, pages de titres et lettrines par Robert Cami, Éditions Delmas, Bordeaux, 1939.
- Charles Chesnelong, Rome, 40 illustrations de Robert Cami, 610 exemplaires numérotés, Librairie des Champs-Élysées, Paris, 1939.
- Sous la direction e Gaston Guillaume, quarante-cinq chansons avec airs notés du folklore de la Gascogne, couverture de Robert Cami, illustrations de Camille Berg, Éditions d'Aquitaine, Bordeaux, 1941.
- Louise-Lise Huard, Sous la fontaine, récits fabulesques par une parisienne, couverture de Robert Cami, 1.000 exemplaires numérotés, Imprimerie René Samie, Bordeaux, 1941.
- Armand Got, La Passion des pins (suivi de Le Bouquet vert et Aquarêves, bois gravé en frontispice par Robert Cami, 775 exemplaires numérotés, Les Éditions d'Aquitaine, Bordeaux, 1942.
- Louise-Lise Huard (préface d'Armand Got), Quatre contes de fées par une parisienne, couverture de Robert Cami, 750 exemplaires numérotés, Imprimerie René Samie, Bordeaux, 1942.
- Louise-Lise Huard, Trois nains, trois poèmes, trois princesses - Épopée féerique par une parisienne, Couverture de Robert Cami, 1.000 exemplaires numérotés, Imprimerie René Samie, Bordeaux, 1942.
- Gil Reicher, Saint Éloi vaillant et généreux, compositions, culs-de-lampe et écriture décorative par Robert Cami, Éditions Delmas, Bordeaux, 1943.
- Charles Maurras de l'Académie française, L'avenir de l'intelligence française, frontispice et ornements de Robert Cami, 2.400 exemplaires numérotés, Maximilien Vox, 1943.
- Henry de Montherlant, Encore un instant de bonheur, 21 burins, 465 exemplaires numérotés, éditions Maximilien Vox pour l'Union bibliophile de France, 1945.
- François Mauriac, Génitrix, 12 bois gravés par Robert Cami, 1.475 exemplaires numérotés, collection « La Tradition du livre », Jean Crès éditeur, Paris, 1947.
- André Gide (préface de Gabriel Marcel), La Porte étroite, frontispice gravé au burin par Robert Cami, 2.000 exemplaires numérotés, Stock, 1951.
- Pierre Corneille, Chefs-d'œuvre, burins originaux de Raoul Serres, Robert Cami et Paul Lemagny, Imprimatur, Nice, 1953.
- Alfred de Musset, Trois comédies : Un caprice - Il ne faut jurer de rien - On ne badine pas avec l'amour, bois gravés par Robert Cami, Les Bibliolâtres de France, Les Minimes, Brie-Comte-Robert, 1953.
- Charles de Brosses, Lettres familières d'Italie, 1739-1740, portrait-frontispice gravé sur bois par Robert Cami, Les Bibliolâtres de France, Les Minimes, Brie-Comte-Robert, 1957.
- Ernest de Ganay, Châteaux d'Île-de-France, 126 burins originaux (René Cottet, Albert Decaris, Pierre-Yves Trémois...) dont 6 par Robert Cami, 135 exemplaires numérotés, Société de Saint-Eloy, Paris, 1957.
- Voltaire, Mélanges, anecdotes, dialogues facétieux et moraux gravures sur bois dont portrait-frontispice par Robert Cami, Les Bibliolâtres de France, Les Minimes, Brie-Comte-Robert, 1958.
- Madame de Sévigné, Lettres intimes, historiques, critiques et morales, portrait-frontispice et ornements gravés sur bois par Robert Cami, 1.200 exemplaires numérotés, Les Bibliolâtres de France, Les Minimes, Brie-Comte-Robert, 1959.
- André Demaison, Bêtes de la terre et dans le ciel, 40 burins par Robert Cami, 186 exemplaires numérotés, Les Amis bibliophiles, 1961.
- Patrice de La Tour du Pin, Lieux-dits, 12 gravures à l'eau forte par Jérôme d'Aboville, Gaston Barret, Jean-Pierre Blanchet, Jacques Boullaire, Robert Cami, Michel Ciry, René Cottet, Camille Paul Josso, Maxime Juan, Aymar de Lézardière, Pierre-Yves Trémois et André Vahl, 120 exemplaires numérotés, Société de Saint-Eloy, Paris, 1967.
- Simone Saint Girons, Autour des halles, 63 gravures originales dont Albert Decaris, René Cottet et frontispice par Robert Cami, 120 exem)plaires numérotés, Société de Saint-Eloy, Paris, 1970.

### Ex-libris
- Jean Cartier, J.-A. Labat, Pierre Parroche, professeur Ferdinand Piéchaud[21].

### Autres
- Robert Cami a réalisé l'épée d'académicien d'Henri-Irénée Marrou (Académie des inscriptions et belles-lettres, réception le 7 mai 1968)[22].

## Expositions

### Expositions personnelles
- Robert Cami, Camille Berg - Dessins, gravures, illustrations, Galerie Goya, 28 allées de Tourny, Bordeaux, décembre 1945 - janvier 1946.
- Gravures et livres de Camille Berg et Robert Cami, Bibliothèque municipale de Mulhouse, novembre 1967.
- Robert Cami (1900-1975) - Dessins et estampes, illustrations, ex-libris, pièces de circonstance, timbres, cadrans solaires, Bibliothèque municipale de Bordeaux, décembre 1978 - janvier 1979.

### Expositions collectives
- Les œuvres des membres de l'association Florence Blumenthal, hôtel Jean-Charpentier, Paris, 1930[23].
- Salon des Tuileries, Paris, de 1933 à 1944[6].
- Exposition universelle de 1937, Le Port de Bordeaux, importante peinture sur zinc[24].
- Salon d'automne, Paris, sociétaire en 1946[25].
- Premier Salon des Jeunes Peintres, Galerie Beaux-Arts, 140, Faubourg Saint-Honoré, Paris, janvier-février 1950[12].
- Exposition organisée à l'occasion des États généraux du désarmement, Cercle Volney, Paris, mai 1963.
- Gravures sur bois, XVe – XXe siècle, Bibliothèque municipale de Bordeaux, février 2009 ; musée des Avelines, Saint-Cloud, novembre-décembre 2009 ; Centre culturel du Bois-Fleuri, Lormont, avril-mai 2010[26].
- Soixante ans de gravure en France, fondation Taylor, Paris, mai 2017[27].

## Réception critique
- « Robert Cami manie l'eau-forte et le burin avec une science inspirée par le cubisme mais tempérée par une intelligence et un goût très sûrs. » - Eugène Rouir[28]

## Collections publiques

### Canada
- Musée national des beaux-arts du Québec, La Chapelle et la Vierge, eau-forte[29]

### États-Unis
- Art Institute of Chicago, Place dans le quartier Trastevere de Rome.

### France

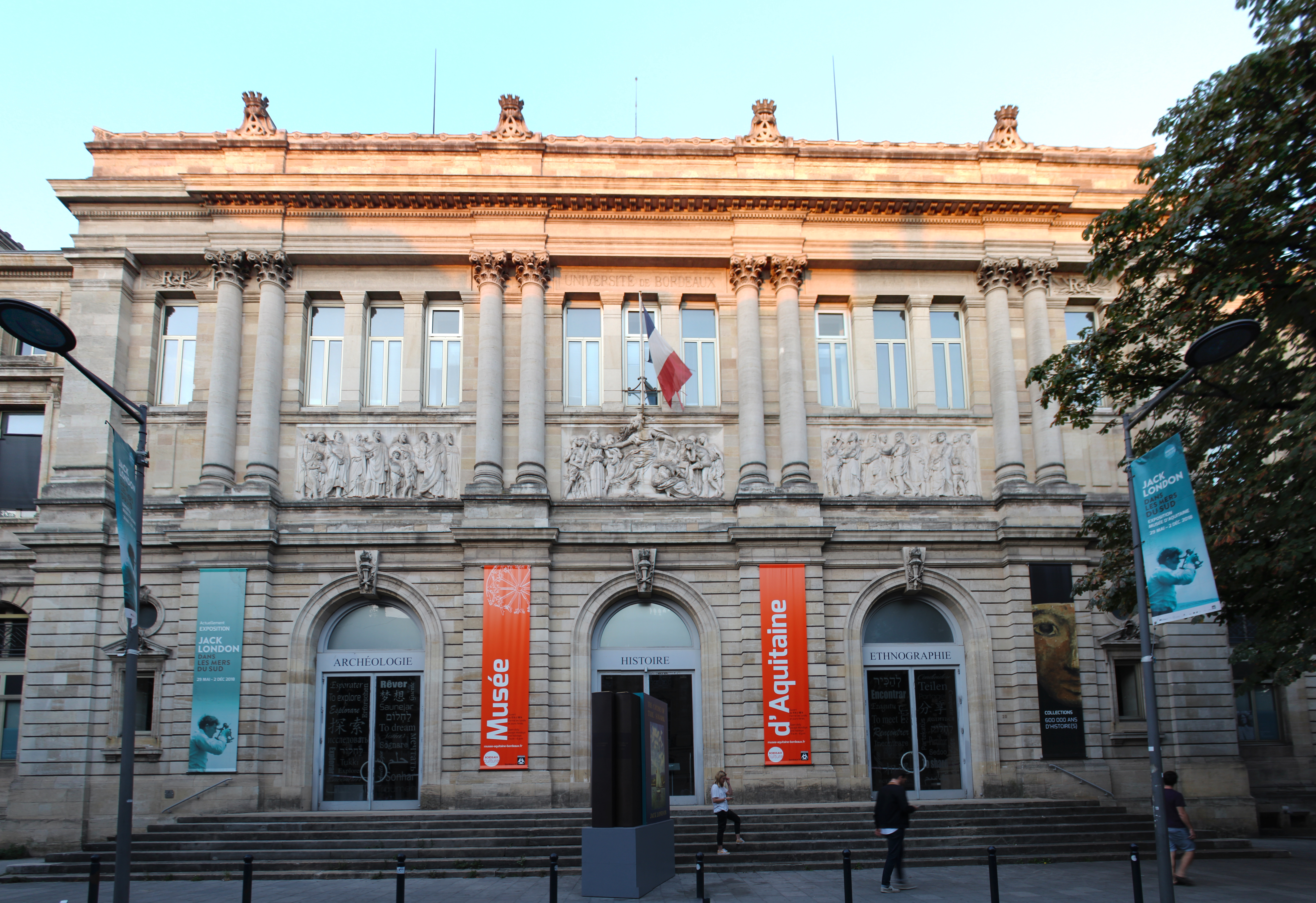
Musée d'Aquitaine, Bordeaux.

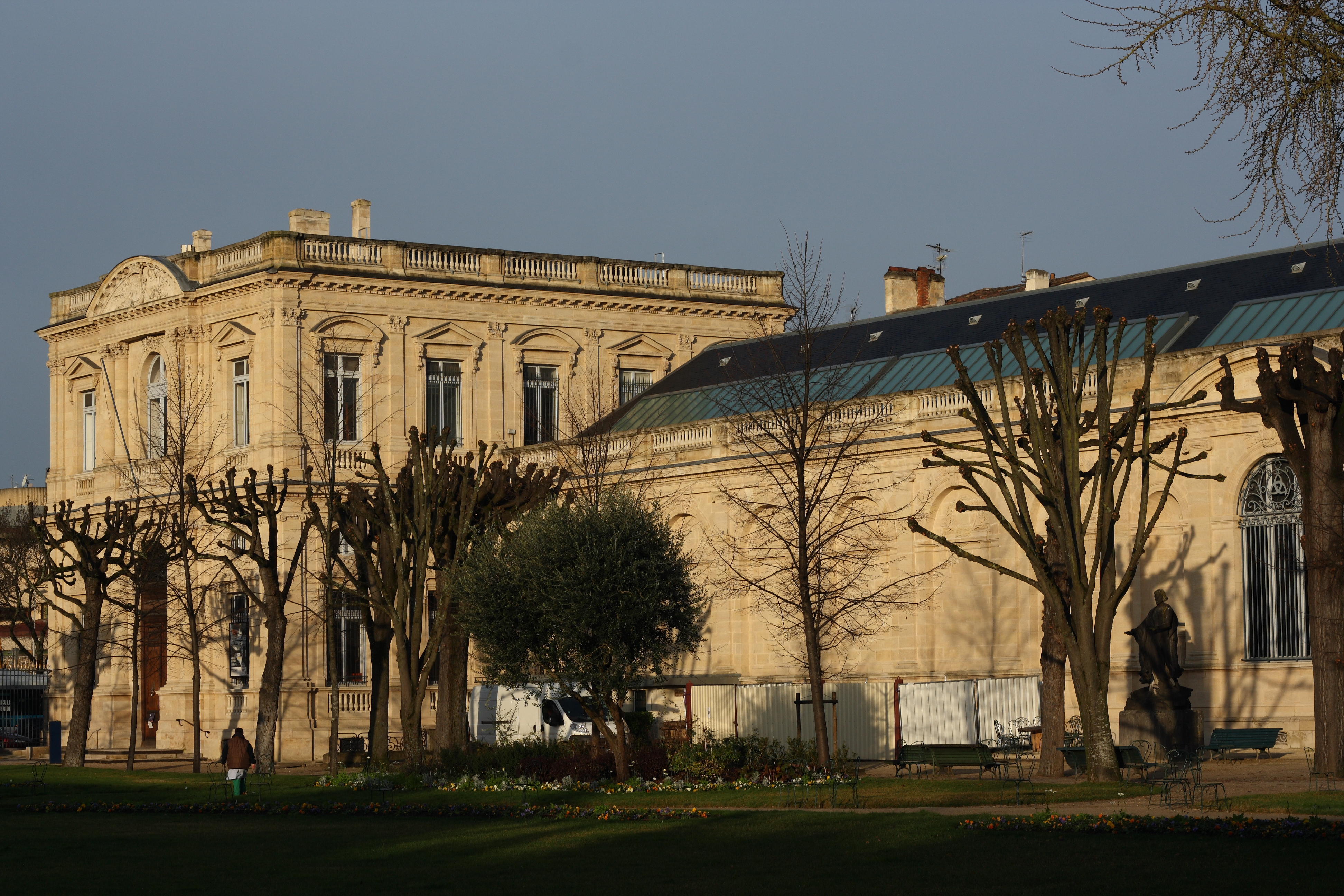
Musée des Beaux-Arts de Bordeaux.

- Musée d'Aquitaine, Bordeaux, Le Port de Bordeaux, importante peinture sur zinc pour l'Exposition universelle de 1937[30].
- Musée des beaux-arts de Bordeaux :
  - Bacchus, burin, 27x48cm (ancienne collection René Buthaud)[31].
  - Ferme au Pays basque, gravure sur bois, 40x31cm[32].
  - Paysage d'hiver - Ferme, eau-forte, 38x46cm[33].
  - Trois femmes, burin, 29x23cm[34].
- Bibliothèque municipale de Dijon, Le palais de l'Élysée, gravure originale 20x15cm, menu du dîner offert par la présidence de la République en l'honneur de L.M. le roi Rama IX de Thaïlande et son épouse, 11 octobre 1960.
- La contemporaine, Nanterre, collection de peintures et dessins 1939-1945 : Vie quotidienne des soldats, 5 dessins (encre de Chine, lavis, plume), 1940[35].
- L'Adresse Musée de La Poste, Paris, maquette du timbre-poste Centenaire de la station balnéaire de Deauville, 1961[36].
- Département des estampes et de la photographie de la Bibliothèque nationale de France, Paris.
- Musée d'Art moderne de Paris :
  - La Barricade de la rue de la Huchette, estampe[2].
  - La Sirène, estampe[37].
  - Les Voyageurs, estampe[38].
- Musée national d'Art moderne, Paris :
  - Paysage basque, encre sur papier 24x32cm, avant 1935.
  - Remise de récompenses à l'Exposition universelle de 1937, crayon 29x39cm, 1937.
  - L'hiver en Dordogne, encre 40x28cm, avant 1938.

## Élèves
- Georges Arnulf.
- Pierre Béquet[39].
- Maurice Chot-Plassot[40].
- Pierre Cruège[41].
- Claude Durrens.
- Alfred Edel[42].
- Danièle Fuchs[43].
- Jean-Marie Granier[44].
- Paul Guimezanès.
- Arlette Le More[45].
- Aymar de Lézardière.
- Roger Marage (1922-2012), aux beaux-arts de Paris.
- Youri Messen-Jaschin.
- René Quillivic[39].
- Jacques Ramondot[46].
- Colette Richarme[47].
- Dana Roman[48].
- Jean-Paul Savigny.
- Jean-Pierre Velly.
- Yves-Jean Videau.

## Prix, affiliations, distinctions, hommage

### Récompenses
- Prix Blumenthal, 1926.
- Prix Chenavart et Prix Roux.
- Prix Leguay-Lebrun, 1933.
- Grand Prix de Rome de gravure, 1928[6].
- Médaille d'or à l'Exposition universelle de 1937.
- Grand Prix des Beaux-Arts de la Ville de Paris, 1957[49].

### Affiliations
- Sociétaire du Salon d'automne.
- Sociétaire puis président de la Société des peintres-graveurs Le Trait.
- Membre du Conseil supérieur des beaux-arts à partir de 1948.
- Membre du Comité national de la gravure française.
- Membre du Comité du livre français illustré (illustrateur de nombreux livres de bibliophilie).
- Membre de la Société des peintres-graveurs français[50].

### Distinctions
- Chevalier de la Légion d'honneur (1953)[réf. souhaitée]
- Chevalier de l'ordre du Mérite postal (1961)[51]

### Hommage
- Une voie de la ville de Bordeaux porte le nom de passage Robert-Cami.